# Арзамасский филиал Нижегородского государственного университета
Арзамасский филиал Нижегородского государственного университета имени Н. И. Лобачевского — филиал Национального исследовательского Нижегородского государственного университета имени Н. И. Лобачевского в городе Арзамасе. В 1934—2012 годах существовал как самостоятельное высшее учебное заведение — Арзамасский государственный педагогический институт имени А. П. Гайдара.

## История
Создан в 1934 году как Арзамасский учительский институт. Здание института ранее принадлежало духовному лицу, во время Гражданской войны его занимал годы штаб Восточного фронта Рабоче-крестьянской Красной армии, а потом здесь располагался Дом Советов.
В 1952 году переименован в Арзамасский государственный педагогический институт.
В 1966 году институту присвоено имя писателя А. П. Гайдара, а у входа в главный корпус был торжественно открыт бюста писателя.
В 2012 году присоединён к Нижегородскому государственному университету имени Н. И. Лобачевского в качестве структурного подразделения, став филиалом в Арзамасе.

## Структура
- Естественно-географический факультет
- Историко-филологический факультет
- Психолого-педагогический факультет
- Факультет экономики и права
- Отделение дополнительного образования
- Факультет дошкольного и начального образования
- Физико-математический факультет
- Отделение среднего профессионального образования (Арзамасский политехнический колледж имени Героя Советского Союза В. А. Новикова)

### Арзамасский политехнический колледж имени Героя Советского Союза В. А. Новикова

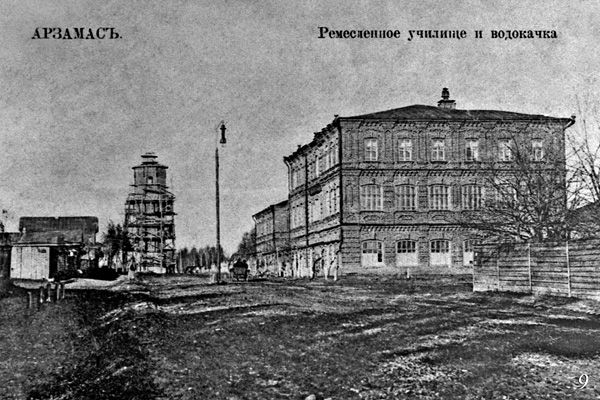
Здание Арзамасской школы ремесленных учеников (снимок 1911 г.)

Основан 11 марта 1902 года императором Николаем II как Арзамасская школа ремесленных учеников.
В дальнейшем школа была переименована в Арзамасское низшее механическое ремесленное училище по сельскохозяйственному машиностроению и ремонту (с 1 июля 1917 года), далее в Арзамасскую профессиональную техническую школу по ремонту сельскохозяйственных машин (с 1921 года), и в Арзамасский тракторно-учебный комбинат.
В 1931 год учебное заведение получило название Арзамасский техникум социалистического земледелия, а в 1936 году — Арзамасский техникум сельскохозяйственной механизации и электрификации.

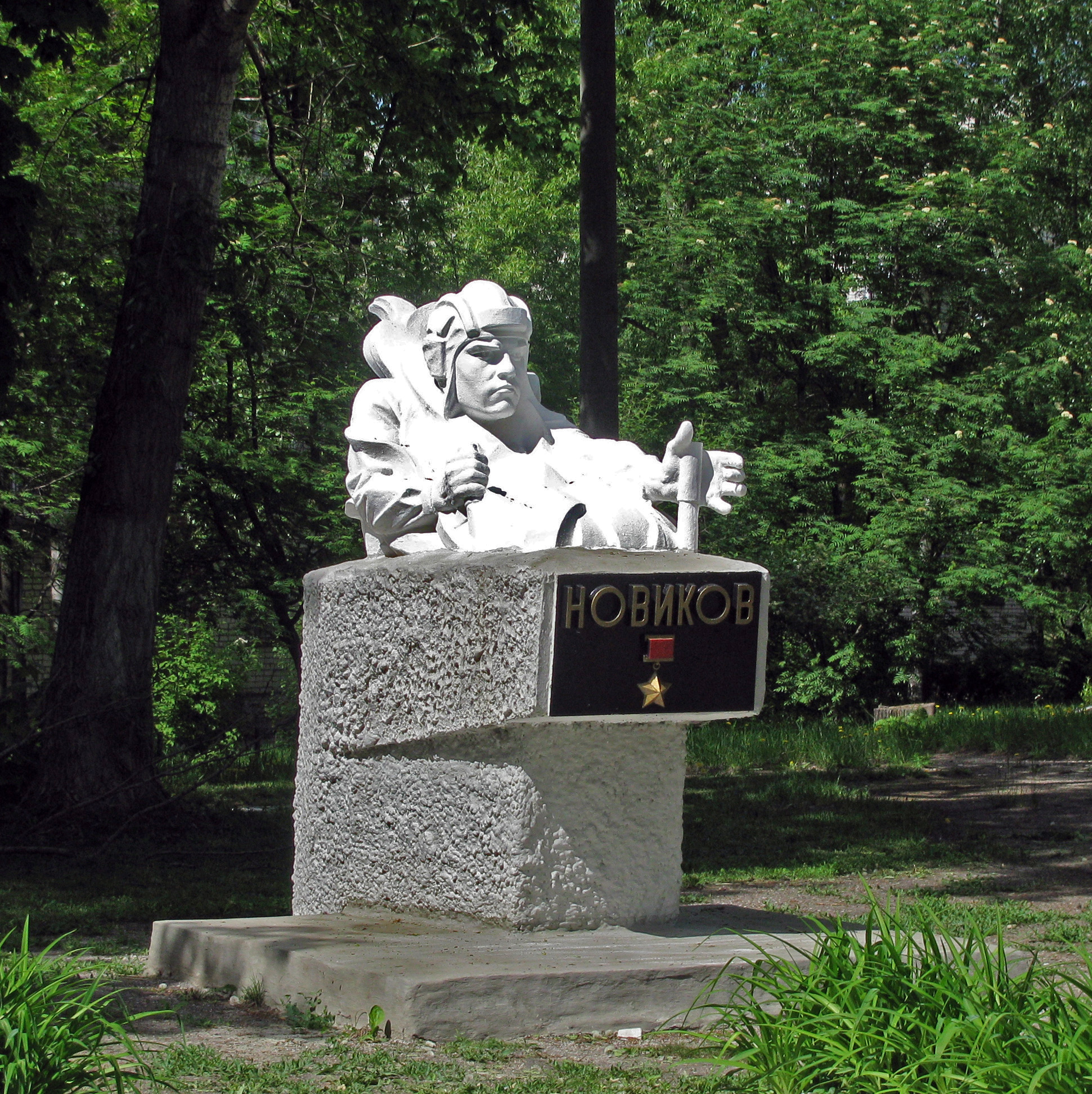
Памятник В. А. Новикову

В 1968 году техникуму было присвоено имя Героя Советского Союза В. А. Новикова, который в 1931 году начал работать в качестве электромонтёра в Арзамасском тракторно-механическом техникуме, а рядом с учебным заведением стоит памятник.
В 1969 году на основе техникума и колхоза «50 лет Октября» был создан Арзамасский совхоз-техникум имени В. А. Новикова и студенты стали получать знания и проходить практику на животноводческих фермах и полях совхоза.
В 1992 году совхоз-техникум стал Арзамасским сельскохозяйственным колледжем, а с 2008 года — Арзамасский политехнический колледж.
В 1996 году в составе колледжа был создан Научно-методический центр министерства сельского хозяйства Российской Федерации, занимавшийся курированием 39 сельскохозяйственных учебных заведений Волго-Вятского региона.
С 2011 года колледж присоединён к Нижегородскому государственному университету имени Н. И. Лобачевского, тем самым став в нём отделением среднего профессионального образования.

## Известные выпускники
- Глебова Любовь Николаевна — доктор педагогических наук, член Совета Федерации
- Демиденко Светлана Геннадьевна — заслуженный мастер спорта России, чемпионка мира (2002), чемпионка Европы (2002, 2003);
- Шубина Любовь Фёдоровна — депутат Государственной думы Российской Федерации;
- Щелоков Александр Александрович — кандидат политических наук, мэр города Арзамаса.

## Ректоры/директора
ректоры:
- Евгений Васильевич Воробьёв;
- Герман Васильевич Борисов;
- Евгений Павлович Титков;

директора:
- Александр Игоревич Малышев;
- Сергей Николаевич Пяткин;
- Тамара Тимофеевна Щелина.

## Научная деятельность
С 1961 года проводятся ежегодные гайдаровские конференции, а сам институт стал всесоюзным научно-педагогическим центром гайдароведения